# Dollaro namibiano
Il dollaro namibiano (codice ISO 4217 NAD) è la divisa della Namibia dal 1993. È stato normalmente abbreviato con il simbolo del dollaro $, o alternativamente N$ per distinguerlo dalle altre valute denominate dollaro. È diviso in 100 centesimi.
Il dollaro rimpiazzò il rand sudafricano, che è stata la divisa del paese mentre era sotto il dominio del Sudafrica come Africa del Sud-Ovest 1920-1990. Il rand è ancora una valuta che ha corso legale, dato che il dollaro Namibiano è legato al rand sudafricano e può essere scambiato alla pari localmente.  La Namibia fece anche parte dell'Area Monetaria Comune dall'indipendenza nel 1990 fino all'introduzione del dollaro nel 1993.
La Bank of Namibia stampò le prime banconote il 15 settembre 1993, e nel mese di dicembre dello stesso anno, coniò le prime monete nazionali.

## Monete
Monete in circolazione
- 5 cent
- 10 cent
- 50 cent
- $1
- $5

## Banconote
Banconote in circolazione
- $10
- $20
- $50
- $100
- $200

## Dollaro o marco?

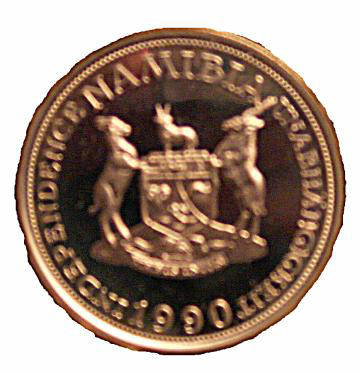
10 marks essai (verso)

Durante la valutazione riguardo all'introduzione di una nuova moneta che sostituisse il rand sudafricano, la neonata Banca della Namibia coniò una serie sperimentale di monete denominate in dollari, così come in marchi, mentre fu compito del Ministero delle Finanze namibiano scegliere quale adottare. La decisione, per la nuova valuta, fu di adottare il nome 'dollaro'.
La serie sperimentale era formata da quattro differenti monete: 1 marco, 1 dollaro (entrambi in rame/nichel), 10 marchi e 10 dollari (entrambi in argento). Il recto degli esemplari di marco mostra un leone seduto, mentre quelli in dollari raffigurano un boscimane con un arco e freccia. Su tutti i recto è contrassegnato il controvalore, così come la dicitura ‘PROBE’/‘ESSAI’ (prova). Il verso dei pezzi da 1-marco/1-dollaro mostrano l'ex stemma della Namibia, circondato dalla scritta 'NAMIBIA', l'anno (1990) e due pannocchie di granoturco. Sugli esemplari da dieci-marchi/dieci-dollari, è riportata la scritta ‘INDEPENDENCE’/‘UNABHÄNGIGKEIT’ (Ted. 'indipendenza'), al posto delle pannocchie.
C'è stata anche una serie di monete namibiane denominate in Rand nel 1990.
Queste monete sono presenti nell'edizione del 2005 di 'Unusual World Coins' (Insolite monete dal mondo), di Krause.